# Lotte Prak
Lotte Prak (* 28. November 1992 in Zijdewind) ist eine niederländische Handballspielerin.

## Karriere
Lotte Prak spielte bis 2013 in den Niederlanden bei Westfriesland SEW, unter anderem im Europapokal der Pokalsieger und im EHF-Pokal. Anschließend wechselte die 1,78 Meter große Rückraumspielerin zum deutschen Bundesligisten Vulkan Ladies Koblenz/Weibern. Ab dem Sommer 2015 stand sie beim Thüringer HC unter Vertrag. Im November 2015 wurde ihr Vertrag mit dem THC in gegenseitigem Einvernehmen aufgelöst. Im Januar 2016 schloss sie sich dem niederländischen Verein Maedilon/VZV an. Zur Saison 2018/19 benannte sich der Verein nach einem Wechsel des Hauptsponsors in JuRo Unirek/VZV um.
Prak gewann mit den niederländischen Juniorinnen bei der U-19-Weltmeisterschaft 2010 die Bronzemedaille und wurde 2012 Vize-Europameisterin. Sie gehörte zum erweiterten Kader der niederländischen Frauen-Nationalmannschaft für die Weltmeisterschaft 2013 in Serbien.